# Johnius belangerii
Johnius belangerii är en fiskart som först beskrevs av Cuvier, 1830.  Johnius belangerii ingår i släktet Johnius och familjen havsgösfiskar. Inga underarter finns listade i Catalogue of Life.